# Тутова (Васлуй)
Тутова (рум. Tutova) — коммуна в составе жудеца Васлуй (Румыния).

## Состав
В состав коммуны входят следующие населённые пункты (данные о населении за 2002 год):
- Тутова (рум. Tutova) — 1377 жителей
- Бэдяна (рум. Bădeana) — 1318 жителей
- Кривешти (рум. Crivești) — 560 жителей
- Визурени (рум. Vizureni) — 212 жителей
- Чиортолом (рум. Ciortolom) — 204 жителя
- Корою (рум. Coroiu) — 195 жителей

## География
Коммуна расположена в 219 км к северо-востоку от Бухареста, 59 км к югу от Васлуя, 115 км к югу от Ясс, 85 км северо-западнее Галаца.

## Население
По данным переписи населения 2002 года в коммуне проживали 5661 человек.

### Национальный состав
| Национальность | Кол-во человек | Процент |
| -------------- | -------------- | ------- |
| Румыны         | 5661           | 100 %   |

### Родной язык
| Язык      | Кол-во человек | Процент |
| --------- | -------------- | ------- |
| Румынский | 5661           | 100 %   |

### Вероисповедание
| Вероисповедание | Кол-во человек | Процент |
| --------------- | -------------- | ------- |
| Православные    | 5633           | 99,5%   |
| Старообядцы     | 2              | < 0,1%  |
| Реформаты       | 1              | < 0,1%  |
| Баптисты        | 1              | < 0,1%  |
| Бретрены        | 1              | < 0,1%  |

## Политика
По результатам местных выборов 2016 года, местный совет коммуны состоит из 13 депутатов следующих партий:
| Партия                          | Количество депутатов |
| ------------------------------- | -------------------- |
| Социал-демократическая партия   | 9                    |
| Национальная либеральная партия | 4                    |